# Маргарет Ейвері
Маргарет Ейвері (англ. Margaret Avery; нар. 20 січня 1944) — американська актриса та співачка.

## Біографія
Маргарет Ейвері народилася у невеликому місті Менгам в Оклахомі, дитинство провела у Сан-Дієго. Вона навчалася в Університеті штату Сан-Франциско, де отримала ступінь бакалавра педагогічних наук.
Її бажання стати актрисою виявилося на шкільних театральних виставах, під час її роботи вчителькою на заміну в одній із шкіл Лос-Анджелеса. Далі були вже професійні виступи на театральних сценах Лос-Анджелеса, а 1972 року відбувся її дебют на телебаченні. Того ж року Ейвері з'явилася на великому екрані у фільмі «Прохолодний вітерець», своєрідному «чорношкірому» рімейку фільму «Асфальтові джунглі», де актриса зіграла персонаж Мерілін Монро в оригінальній екранізації. Наступні роки Ейвері багато знімалася на телебаченні у другорядних ролях.
Великим успіхом для Маргарет Ейвері стала роль енергійної виконавиці блюзу Крок Ейвері в драмі Стівена Спілберга «Барва пурпурова», за яку вона була висунута на «Оскар» у номінації «Найкраща жіноча роль другого плану». Надалі вона продовжила виступати на телебаченні, де мала роль у телесеріалах «Вона написала вбивство», «Крутий Вокер», «Військово-юридична служба», «Пороги часу».
Останній раз на великому екрані Маргарет Ейвері з'явилася 2008 року у двох комедіях — Ласкаво просимо додому, Роско Дженкінс! та «Знайомство з Браунами». В даний час актриса живе в Лос-Анджелесі, беручи активну участь у роботі із проблемною молоддю.
Починаючи з 2013 року Ейвері грає роль матері головної героїні у серіалі «Бути Мері Джейн».

## Фільмографія
- 1973 — Сила Магнума / Magnum Force
- 1973 — Чортівня у Гарлемі / Hell Up in Harlem
- 1980 — Токарний верстат небес / The Lathe of Heaven
- 1985 — Барва пурпурова / The Color Purple
- 1990 — Закрут річки / Riverbend
- 1993 — Посланець темряви / Night Trap — міс Седі
- 1994 — Кіборг 3: Переробник / Cyborg 3: The Recycler
- 1995 — Тягар білої людини / White Man's Burden